# Mangunjaya (Tambun Selatan)
Mangunjaya is een bestuurslaag in het regentschap Bekasi van de provincie West-Java, Indonesië. Mangunjaya telt 70.382 inwoners (volkstelling 2010).